# 篠田恒太郎
篠田 恒太郞（しのだ こうたろう、 - 1933年1月12日）は、日本の薬剤師、教育者。「郞」は「郎」の旧字体であり、JIS X 0208では包摂され双方に同じコードが割り当てられているため、新字体で篠田 恒太郎（しのだ こうたろう）とも表記される。
緒方病院での勤務を経て、大阪保生病院薬局局長、公立静岡病院薬局局長、静岡県庁衛生技師、静岡女子薬学校校長（第2代）などを歴任した。

## 概要
薬剤師として緒方病院、大阪保生病院、公立静岡病院、といった医療機関に勤務しており、大阪保生病院や公立静岡病院では院内薬局のトップを務めた。静岡県庁においては衛生技師として活躍した。創設者の急逝により廃校の危機に陥っていた静岡女子薬学校を引き継いで経営を再建するなど、静岡県における女子の高等教育に尽力した人物として知られている。静岡女子薬学校は静岡県立大学の源流となっており、静岡県の教育界に大きな足跡を残した。

## 来歴

### 生い立ち
医学者の土屋重朗によれば、恒太郞は医師である篠田蒼庵の子とされている。蒼庵は豊前国企救郡の小倉城下に住んでおり、蘭方医として知られる林洞海の旧友であった。
また、同郷の政治家である堺利彦によれば、恒太郞は篠田蒼安の養子となったとされる。蒼安も医師として活躍していたが、同時に歌人としても知られた存在であった。ところが、蒼安の妻の弟である志津野範雄が、事業に失敗したうえに病死したことから、志津野家が没落することになった。蒼安は範雄を信頼し公債証書を預けていたため、その余波が及び篠田家も経済的に大きな損害を被った。蒼安は範雄の遺児を引き取るも経済的に困窮し、最終的に恒太郞や範雄の遺児らとともに大阪府に移住した。大阪府で蒼安は薬種店を開業したが、貧窮の中で死去した。
こうした経緯もあり恒太郞が遺志を継ぎ、長じて薬剤師となった。

### 薬剤師として

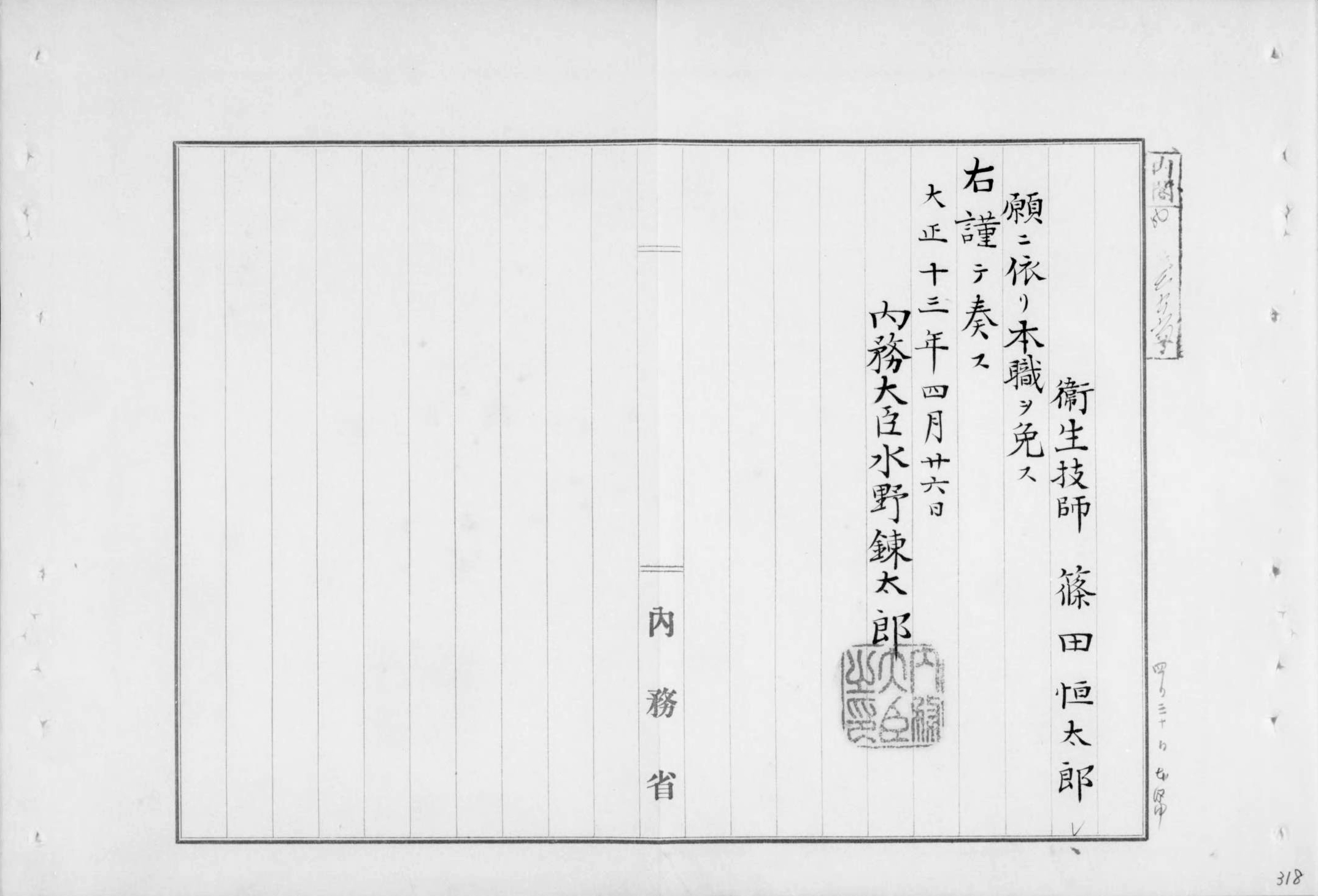
篠田を衛生技師から免ずる裁可書。内務大臣水野錬太郎から大正天皇に奏上された

その後、大阪府に所在する緒方病院に採用され、薬剤師として勤務した。少なくとも1892年（明治25年）頃には緒方病院に勤務していたという記録が残っている。
1900年（明治33年）、大阪保生病院の薬局にて局長に就任した。1901年（明治34年）、静岡県により設置・運営される公立静岡病院の薬局にて局長に就任した。なお、公立静岡病院の源流である藩立駿府病院の初代院長は林研海だが、研海は林洞海の長男である。1906年（明治39年）に局長を退任した。
さらに、静岡県庁の衛生技師にも任じられるなど、県の公衆衛生行政にも携わった。しかし、体調の悪化により、1924年（大正13年）4月に衛生技師を辞任した。

### 教育者として

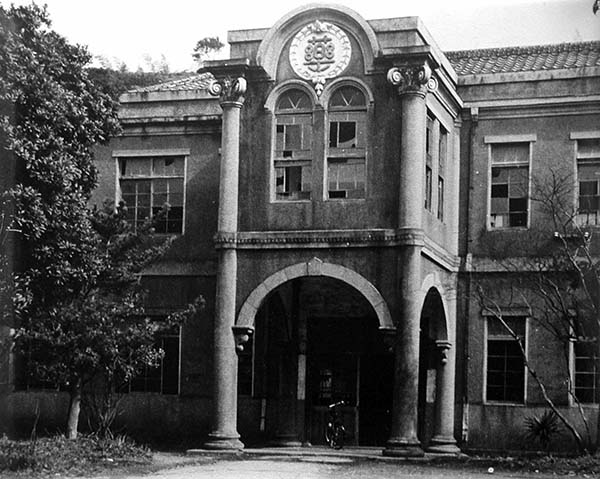
篠田が建設した静岡女子薬学校本館（1930年竣工）

衛生技師を退職すると、静岡県にて隠居暮らしを始め、悠々自適の生活を送っていた。ところが、1925年（大正14年）に死去した岩﨑照吉に代わって、静岡女子薬学校の第2代校長に就任することになった。静岡女子薬学校は岩﨑が創設した私立学校であるが、校長を喪った静岡女子薬学校は廃校の危機に陥っていた。
1926年（大正15年）12月に校長に就任すると、学校の立て直しに奔走した。新たな本館を建設するべく尽力し、1930年（昭和5年）に竣工に漕ぎ着けている。しかし、校長在任中の1933年（昭和8年）1月12日に死去した。この事態を受けて、同年1月より石上喜一が校長事務取扱として学校を率いた。後任の校長は長らく置かれなかったが、1937年（昭和12年）3月になってようやく林寛三が第3代校長に就任した。

## 研究
専門は薬学であり、それに関する論文なども著している。衛生技師としての専門を生かし、浜名郡書記の小池金之助とともに『實地衞生事務必携』と題した公衆衛生行政に関する専門書も上梓している。また、『受験応用小学理科学問答』と題した理科の解説書も編纂している。

## 顕彰
静岡県静岡市の大正寺には、岩﨑照吉の墓が建立されている。墓石には辞世の歌が刻まれているが、これは恒太郞の手によるものである。

## 家族・親族
養家である篠田家は医家である。養父の篠田蒼安は志津野家から妻を娶っている。蒼安の妻の姉は堺家に嫁いでおり、その息子である堺利彦は思想家として知られている。
- 堺利彦（養従兄） - 政治家
- 近藤真柄（養従姪） - 社会運動家

## 系譜
|  |  |              |  |  |  |  |  |  |  |            |        |        |        |        |        |  |  |          |          |          |          |          |          |  |  |
|  |  | 篠田蒼安     |  |  |  |  |  |  |  |            |        |        |        |        |        |  |  |          |          |          |          |          |          |  |  |
|  |  |              |  |  |  |  |  |  |  | 篠田恒太郞 |        |        |        |        |        |  |  |          |          |          |          |          |          |  |  |
|  |  |              |  |  |  |  |  |  |  |            |        |        |        |        |        |  |  |          |          |          |          |          |          |  |  |
|  |  | 蒼安の妻     |  |  |  |  |  |  |  |            |        |        |        |        |        |  |  |          |          |          |          |          |          |  |  |
|  |  |              |  |  |  |  |  |  |  |            |        |        |        |        |        |  |  |          |          |          |          |          |          |  |  |
|  |  |              |  |  |  |  |  |  |  |            |        |        |        |        |        |  |  |          |          |          |          |          |          |  |  |
|  |  | 蒼安の妻の姉 |  |  |  |  |  |  |  |            |        |        |        |        |        |  |  |          |          |          |          |          |          |  |  |
|  |  |              |  |  |  |  |  |  |  |            |        |        |        |        |        |  |  |          |          |          |          |          |          |  |  |
|  |  |              |  |  |  |  |  |  |  | 堺利彦     | 堺利彦 | 堺利彦 | 堺利彦 | 堺利彦 | 堺利彦 |  |  | 近藤真柄 | 近藤真柄 | 近藤真柄 | 近藤真柄 | 近藤真柄 | 近藤真柄 |  |  |
|  |  |              |  |  |  |  |  |  |  | 堺利彦     | 堺利彦 | 堺利彦 | 堺利彦 | 堺利彦 | 堺利彦 |  |  | 近藤真柄 | 近藤真柄 | 近藤真柄 | 近藤真柄 | 近藤真柄 | 近藤真柄 |  |  |
|  |  | 堺得司       |  |  |  |  |  |  |  |            |        |        |        |        |        |  |  |          |          |          |          |          |          |  |  |
|  |  |              |  |  |  |  |  |  |  |            |        |        |        |        |        |  |  |          |          |          |          |          |          |  |  |
|  |  | 志津野範雄   |  |  |  |  |  |  |  |            |        |        |        |        |        |  |  |          |          |          |          |          |          |  |  |
|  |  |              |  |  |  |  |  |  |  |            |        |        |        |        |        |  |  |          |          |          |          |          |          |  |  |
|  |  |              |  |  |  |  |  |  |  |            |        |        |        |        |        |  |  |          |          |          |          |          |          |  |  |

## 略歴
- 1900年 - 大阪保生病院薬局局長[1]。
- 1901年 - 公立静岡病院薬局局長[1]。
- 1926年 - 静岡女子薬学校校長。
- 1933年 - 死去。

## 著作

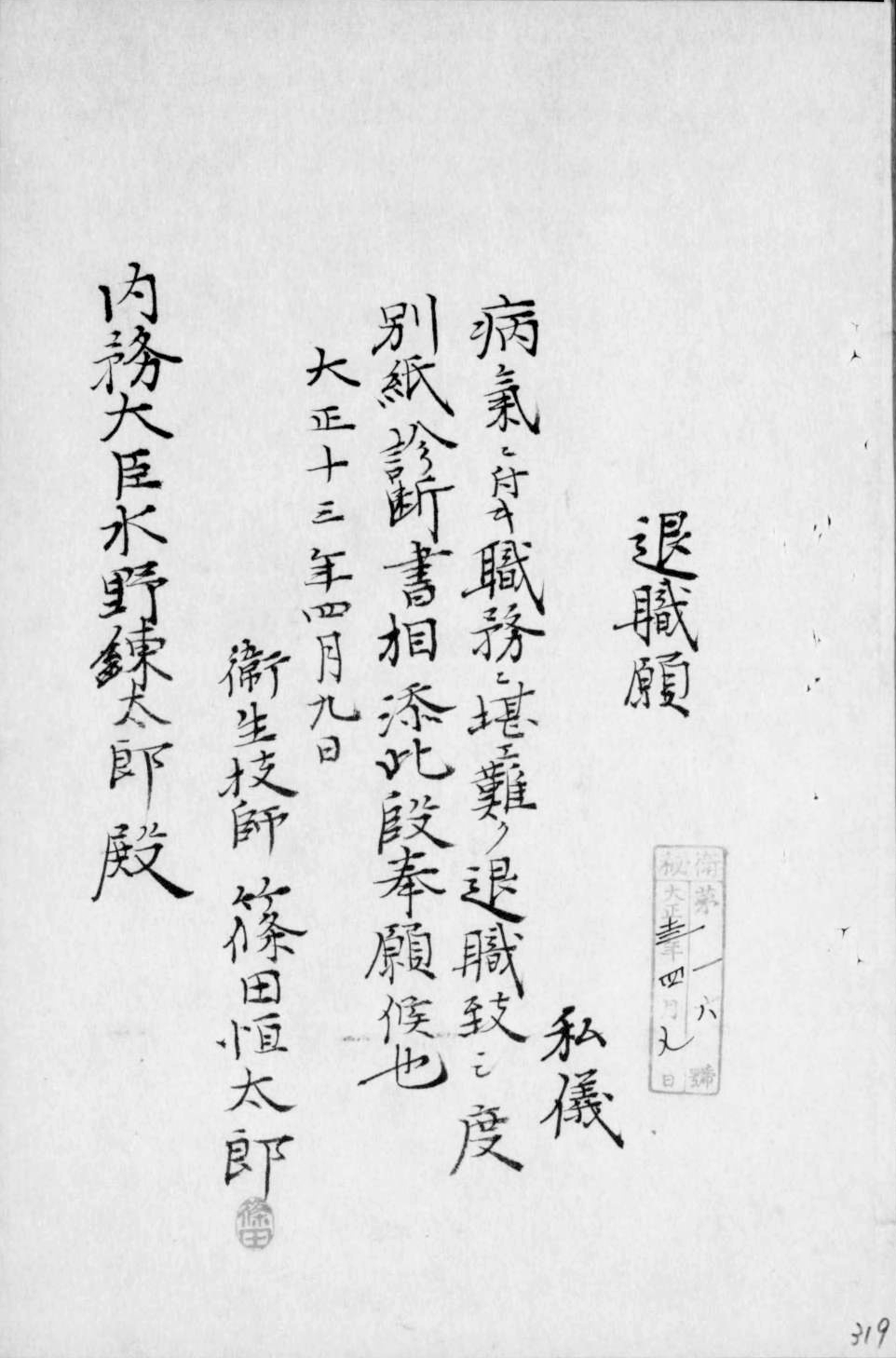
篠田による衛生技師の退職願。内務大臣水野錬太郎に提出された

### 共著
- 篠田恒太郎・小池金之助著『実地衛生事務必携』静岡印刷、1911年。全国書誌番号:40058628

### 編纂
- 篠田恒太郎編『受験応用小学理科学問答』動植鉱物之部、宝文館、1892年。全国書誌番号:40042317

### 主要な論文
- 篠田恒太郎稿「酒類鑑定報告」『藥學雜誌』288号、日本藥學會、1906年2月26日、159-162頁。ISSN 0031-6903
- 篠田恒太郎稿「裁判鑑定二例」『藥學雜誌』303号、日本藥學會、1907年、481-484頁。ISSN 0031-6903
- 高橋万作・篠田恒太郞稿「クロール石灰（晒粉）ヲ應用スル井水消毒法ニ就テ」『静岡県医学会会報』50号、静岡県医学会、1918年2月、68-75頁。
- 篠田恒太郎稿「着色サフランに就て」『藥學雜誌』442号、日本藥學會、1918年12月26日、1028-1032頁。ISSN 0031-6903

### 註釈
1. ↑  緒方病院は、1992年にくりにっくおがたに改組された。
2. ↑  公立静岡病院は、1882年に静岡県から安倍郡に移管され、1889年に静岡市に移管された。
3. ↑  公立静岡病院は、1905年に市立静岡病院に改組された。
4. ↑  静岡女子薬学校は、1945年に静岡女子薬学専門学校に改組された。

## 関連人物
- 岩崎照吉
- 林研海
- 林洞海